# Biq‘at Kesullot
Biq‘at Kesullot (hebreiska: בקעת כסלות, Bik’at Kesullot) är en dal i Israel.   Den ligger i distriktet Norra distriktet, i den norra delen av landet.